# 1-2-Switch
1-2-Switch és un videojoc de festa desenvolupat i publicat per Nintendo per a la Nintendo Switch, que va sortir juntament amb la consola el 3 de març del 2017. El joc utilitza extensivament els comandaments Joy-Con de la consola mentre els oponents es miren a la cara.

## Jugabilitat
1-2-Switch és un videojoc de festa únic on els jugadors no han d'estar depenent de la pantalla sinó dels sons i la funcionalitat del comandament Joy-Con a endinsar-se ells mateixos en els diferents jocs. Inclou 28 minijocs diferents, i molts d'aquests involucren dos jugadors, on cadascú utilitza un dels Joy-Con i s'han de mirar durant la partida. A part dels videotutorials per a cada joc, els jugadors només han d'estar atents a l'àudio i a la resposta de la funció de vibració HD dels Joy-Con per indicar com de bé estan jugant a cada joc.
A part de poder triar els minijocs sense restriccions, el joc inclou un mode en què el minijoc es tria aleatòriament i un altre que consisteix en una batalla per equips; en aquest últim, dos equips lluiten en una mena de tauler on les caselles són minijocs, i cada equip que guanya llença el dau per caure en una d'aquestes caselles, i el primer que arribi a la meta guanya.

### Minijocs
1. Telephone (Llamada relámpago): Els jugadors deixen el Joy-Con en una superfície, i quan sentin una alarma han d'agafar el seu Joy-Con el més ràpid possible.
2. Ball Count (Cuentabolas): El Joy-Con s'ha d'anar balancejant per sentir les boles xocar al seu interior i endevinar quantes n'hi ha.
3. Zen: Els jugadors han de tenir una posició en concreta amb els Joy-Con a les mans, intentant quedar-se com més quiets millor.
4. Treasure Chest (Cofre del tesoro): Els jugadors han de girar el Joy-Con per desembolicar les cadenes que envolten un cofre del tresor.
5. Milk (Leche fresca): Els jugadors han de fer gestos i prémer un botó en concret per munyir una vaca virtual, amb la intenció d'omplir més ampolles que l'oponent.
6. Safe Crack (Caja fuerte): Per obrir una caixa forta, s'han de girar lentament els Joy-Con fins que se senti la roda col·locar-se a la posició correcta, atents a una vibració diferent en el comandament.
7. Quick Draw (Duelo de vaqueros): Com si fos una disputa entre vaquers, ambdós jugadors han d'apuntar els seus comandaments cap avall i, un cop rebin la indicació de disparar, han d'aixecar el seu i disparar abans que l'oponent.
8. Samurai Training (Entrenamiento de samuráis): Cada jugador fa el moviment exagerat de balancejar una espasa mentre l'altre ha d'agafar la seva, fent com si agafessin una espasa amb les seves pròpies mans. Els jugadors l'agafen per torns fins que un jugador falli en aturar l'espasa de l'oponent.
9. Sneaky Dice (Dados arriesgados): Els jugadors utilitzen els seus Joy-Con com got i dau. Els jugadors han de sacsejar el comandaments per rementar el dau, i quan les copes s'aixequin, el jugador amb el major nombre al seu dau guanya. No obstant, ja que el nombre del dau del jugador només pot ser detectat pel jugador oposat per vibració, els jugadors poden provar d'ensarronar el seu oponent sacsejant la seva copa i acabant amb un nombre inferior. Els dobles fan que la puntuació del jugador es multipliqui pel total del dau (p. ex., 4 i 4 garanteix al jugador 16 punts), i doble 1 signifiquen 99 punts.
10. Signal Flags (Bandera marinera): Els jugadors han de moure el Joy-Con en la direcció que indiqui la veu de dona, però hauran de fer la contrària a la que digui l'home.
11. Soda Shake (Descorche a presión): Els jugadors han de sacsejar un sol comandament Joy-Con representant una ampolla efervescent i passar-se-la als altres, intentant no ser a qui li salti el tap.
12. Shave (Afeitado a lo loco): Els jugadors han d'utilitzar els seus Joy-Con com a màquines d'afaitar, i aconseguir ser el primer en afaitar-se la barba virtual.
13. Joy-Con Rotation (Giro de Joy-Con): Els jugadors col·loquen els Joy-Con en una superfície i l'agafen per anar-lo rotant sense moure'l massa ràpid. El guanyador serà qui hagi girat més el seu comandament en tres voltes.
14. Table Tennis (Tenis de mesa): Un joc de tennis de taula on els jugadors escolten el rítmic àudio per tornar la pilota de ping pong. Els jugadors han de realitzar globus i cops per alterar-ne la fluïdesa i intentar confondre a l'oponent.
15. Baby (Dulces sueños): Amb la Switch en mode portàtil, els jugadors han de tranquil·litzar a un bebè ploraner per fer-lo adormir i deixar-lo sense es torni a despertar.
16. Fake Draw (Gatillo mentiroso): Una còpia de "Duel de vaquers" amb música diferent, un tema nocturn i amb paraules que s'assemblin en pronunciació a "dispara" ("fire", "fuego"), com "cuerno" o "fuente", abans de dir la correcta, per enganyar als jugadors a disparar abans i ser eliminats.
17. Baseball (Béisbol): Un personatge tria entre dues possibilitats de llançador, i l'altra ha de fer que els jugadors vagin a la base.
18. Eating Contest (Atracón): Un joc d'un sol jugador que utilitza la càmera d'infrarrojos del comandament Joy-Con dret. Els jugadors han d'agafar el comandament a una distància curta a la seva boca i fer moviments de mastegar per intentar menjar el màxim de sandvitxos possibles dins el temps límit.
19. Beach Flag (Bandera playera): Els jugadors corren en el seu lloc per ser el primer d'agafar la bandera.
20. Wizard (Combate mágico): Els personatges utilitzen els comandaments Joy-Con com a varetes màgiques, carregant un atac màgic mitjançant moviments circulats per després empènyer o contraatacar.
21. Sword Fight (Choque de aceros): Els jugadors utilitzen els Joy-Con com a espases, utilitzant els seus moviments per atacar i diverses posicions en les que es prem el "gallet" per defensar-se.
22. Boxing Gym (Gimnasio de boxeo): Els jugadors han de fer moviments típics de boxa contra l'altre jugador a certa distància: uppercut, ganxo, directe o ràfega de cops de puny.
23. Plate Spin (Platillos giratorios): Els jugadors han de procurar que el seu plat no caigui fent girar el Joy-Con o deixant-lo quiet depenent de si és inestable.
24. Copy Dance (Poses calcadas): Cada jugador té torns de fer diferents posicions de ball, i l'altre jugador l'ha de copiar al mateix moment que la música. La puntuació dels jugadors es basa en el rendiment.
25. Runway (Desfile de moda): Els jugadors escolten pistes musicals un duel de passarel·les per triar el posat més dinàmic.
26. Air Guitar (Estrellas del rock): Els jugadors imiten els moviments d'una guitarra amb els Joy-Con fent l'actuació més impressionant.
27. Dance Off (As de la pista): Els jugadors fan els moviments de ball més moguts que puguin i quedar-se quiets quan acabi la música.
28. Gorilla (Gorila): Els jugadors han de picar el seu tors amb un ritme en concret, i després colpejar-lo el més ràpid que puguin.

## Desenvolupament
Després que Nintendo anunciés el joc a la conferència de presentació de la Nintendo Switch, Nintendo va ensenyar sis dels seus minijocs al públic. El joc també va ser ensenyat per revelar les capacitats dels comandaments Joy-Con, en especial la "vibració HD" i els "escàners d'infrarrojos".

## Recepció
1-2-Switch ha rebut crítiques mixtes i regulars segons l'agregador Metacritic.
Després del seu tràiler inicial, molts dels comentaris van dirigir-se a comparar el joc a la sèrie de videojocs WarioWare. Després de provar la versió demo, Ben Skipper del International Business Times va quedar sorprès amb les insinuacions sexuals.
La decisió de Nintendo de llançar el joc per separat del sistema ha estat criticat per diversos comentaristes, argumentant que el joc podria encaixar més si el joc s'hagués empaquetat amb la consola com va passar amb Wii Sports i la Wii fora del Japó durant el llançament. Cory Arnold de Destructoid va anar més enllà dient que els minijocs presents al joc eren pitjor que els de Wii Sports, argumentant que els minijocs inclosos a 1-2-Switch no tenen progressos ni mode d'un jugador.